# Brice McCain
Brice McCain (* 10. Dezember 1986 in Dallas, Texas) ist ein ehemaliger US-amerikanischer American-Football-Spieler in der National Football League (NFL). Er spielte zuletzt für die Tennessee Titans als Cornerback. Davor war er bereits bei den Houston Texans, den  Pittsburgh Steelers und den Miami Dolphins unter Vertrag.

## College
McCain, der schon früh großes sportliches Talent erkennen ließ – er spielte in der Highschool nicht nur in der Defense, der Offense und den Special Teams Football, sondern war auch als Leichtathlet und Basketballer aktiv –, besuchte die University of Utah und spielte für deren Team, die Utes, College Football. In 49 Spielen konnte er insgesamt 103 Tackles setzen, 21 Pässe verteidigen und als Kick Returner 847 Yards erlaufen.

## NFL

### Houston Texans
McCain wurde beim NFL Draft 2011 von den Houston Texans in der sechsten Runde als insgesamt 188. ausgewählt. Er schaffte es ins Team und bereits in seiner Rookie-Saison lief er in allen Partien auf. Auch in den kommenden Spielzeiten kam er regelmäßig zum Einsatz, allerdings nur selten als Starter. 2011 gelang ihm im Spiel gegen die Tennessee Titans sein erster Touchdown.
Im März 2014 wurde er entlassen.

### Pittsburgh Steelers
Er wechselte zu den Pittsburgh Steelers, wo er einen Einjahresvertrag in der Höhe von 5,25 Millionen US-Dollar erhielt. Im Spiel gegen die Jacksonville Jaguars konnte er den zweiten Touchdown seiner Karriere erzielen.

### Miami Dolphins
2015 wurde er von den Miami Dolphins unter Vertrag genommen. Er bestritt für das Team 14 Partien, elf davon als Starter.

### Tennessee Titans
Im März 2016 unterschrieb er bei den Tennessee Titans einen Zweijahresvertrag in der Höhe von 5 Millionen US-Dollar.
Nach der Spielzeit 2017 wurde McCains Vertrag nicht mehr verlängert.